# راتینگن
شهر راتلینگن (به آلمانی: Ratingen) در ایالت نوردراین-وستفالن در کشور آلمان واقع شده‌است.